# Badhotel Domburg
Badhotel Domburg is een hotel dat al ruim 150 jaar bestaat. Het ligt aan de binnenkant van de Domburgse duinen tegen het bosgebied de Mantelinge. Adres Domburgse weg 1a, 4357 BA Domburg Badhotel Domburg is geopend in 1866. Het werd gebouwd om aan de toenemende vraag naar accommodatie in de badplaats te voldoen. Domburg was sinds 1834 een officiële badplaats. Het Badhotel had meteen al een allure die tot op de dag van vandaag in stand wordt gehouden.

## Architectuur
Het eerste Badhotel heeft tussen 1866 en 1978 dienstgedaan. Het ontwerp was van C.L. van Sorge. en werd aanbesteed aan de Middelburgse timmerman J. Bourdrez , die ook het oude Badpaviljoen naar ontwerp van Gerardus Hendrik Grauss uit 1837 had gebouwd. Het is een symmetrisch gebouw met een iets vooruitstekend middenstuk. Aan de linkerzijde geflankeerd door de kasteleinswoning. Op het middendeel staat een verdieping. Het hotel had een tiental ruime logeerkamers en nog enkele kleinere kamers aan de achterzijde, die uitkwam op het duinen en de zee. Het personeel sliep aanvankelijk op zolder.
Het huidige Badhotel is in 1993 gebouwd door de Bataafsche Aannemingsmaatschappij. Nu, na enkele verbouwingen telt het hotel 116 kamers en suites. In plaats van een badkamer per etage zoals in het oude Badhotel, heeft nu elke kamer een badkamer.

## Gasten
In de internationale reisgidsen, bijvoorbeeld de Baedeker wordt het hotel vanaf 1894 genoemd. Het is echter al eerder populair onder de Europese elite. Daarin heeft Dr. Johann Georg Mezger een belangrijke rol gespeeld. Hij was namelijk getrouwd met de Zeeuwse Pieternella Johanna Borsius, van wie de familie de zomermaanden in Domburg doorbracht. Mezger leerde de rustgevende en heilzame kracht van de kust kennen en schreef die zijn cliënten voor. Zijn welgestelde patiënten van over het hele continent volgden hem in de zomermaanden naar de Domburgse kust. Onder hen was de Roemeense prinses Marie zu Wied en haar uitgebreide Scandinavische familie. Onder de gasten waren niet alleen leden van verschillende vorstenhuizen (de familie Zur Lippe-Biesterfeld, de grootouders van Prins Bernard, de Hertog van Lerma, graaf Lanckoronski, prins Mavrocordato, graaf Stroganov) maar ook rijke industriëlen (familie Sommerhoff en vooraanstaande intellectuelen (Ernst von Hesse-Wartegg, Georg de Hulin, Jacoba van Heemskerk).

## Kunstenaars
Domburg was onder schilders ook al snel bekend. De eerste golf van kunstschilders komt al halverwege de negentiende eeuw naar Domburg. Rond 1900 wordt het stadje een echte kunstenaarskolonie. De komst van schilders als Jan Toorop en Piet Mondriaan trok ook andere kunstenaars aan. Jan Toorop en zijn collega’s logeerden aanvankelijk in het Badhotel. Later worden er nieuwe villa’s gebouwd waar de kunstenaars worden uitgenodigd.

## Ondernemers
Paul Elout, directeur van de Domburgsche Zeebadinrichting en het nieuwe Badpaviljoen (Domburg) (1888), deed veel voor het ondernemersklimaat in de toeristensector. Hij organiseerde spelen, wandelingen en allerlei activiteiten voor de badgasten. Na de Tweede Wereldoorlog neemt hij zelfs enkele jaren de exploitatie van het Badhotel op zich, wanneer de toenmalige directeur B. Westenburger (directeur van het Badhotel tussen 1908 en 1948) wordt geveld door ziekte.
Zijn vrouw, Mies Elout-Drabbe, organiseerde samen met Toorop tentoonstellingen.

## Exploitatie
Het Badhotel is meestentijds in bezit geweest van aandeelhouders,  die - afhankelijk van de tijd en behoefte - een kastelein, beheerder of directeur aanstellen. Uitzondering is Hendrik Anthonij de Boer. Hij koopt het Badhotel en doet het later over aan zijn schoonzoon Hugo Johannes Vreeburg. Die verkoopt het hotel in 1907 aan de heren Hoegen en Hendrikse die het samen met het Strandhotel onderbrengen in de N.V. Bad- en Strandhotel Domburg. Vreeburg blijft wel commissaris. Vanaf die tijd is er weer een eigenaar en een exploitant.
- 1866-1869	Gaarlandt
- 1870		De Boer
- 1871-1873	Burgers
- 1874-1876	Bos
- 1876-1891	De Boer
- 1891-1907	Vreeburg
- 1908-1948	Westenburger
- 1940-1944	oorlogstijd
- 1948-1951	Elout
- 1952-1959	Bos en Dourleijn
- 1959-1966	Tinkhof
- 1966-1969	Hoegen
- 1996		Onland-Langenhoff
- 1970-1978	Voltman
- 1978-1994	leegstand
- 1994		Berendsen
- 1995-2007	de Heer
- 2007-heden	Govert Janzen[9]